# Таганча (станція)
Таганча — проміжна залізнична станція Шевченківської дирекції Одеської залізниці.
Розташована в селі Іванівка Обухівського району Київської області на лінії Яхни — Цвіткове. Отримала назву від села Таганча Черкаського району Черкаської області.

## Історія
Залізнична станція у Таганчі була споруджена в 1876 році під час прокладання залізничної лінії Фастів I — Миронівка — Знам'янка.
У 1964 року лінію Миронівка — ім. Тараса Шевченка електрифіковано.

## Інфраструктура

### Розташування та колійний розвиток
Станція розташована на 117-му кілометрі лінії Фастів-1 — Знам'янка. Відстань до Києва через Фастів-1 — 173 км, через Київ-Деміївський — 124 км.
Розташована між станціями Миронівка (відстань 12 км) та Сотники (відстань 12 км).
Станція має дві платформи: берегову платформу та острівну платформу. Станція має 4 основні колії, крім того, є декілька допоміжних тупикових колій.

## Рух станцією
Станцією Таганча проходять та мають зупинку потяги приміського сполучення. Раніше на станції також зупинялися потяги далекого сполучення.
Маршрути потягів приміського сполучення (2 пари на день):
- Миронівка — Цвіткове
- Миронівка — ім. Тараса Шевченка

Колись існував прямий електропоїзд Київ — Цвіткове, однак він давно скасований. Цей електропотяг існував ще принаймні у 1993 році.
З серпня 2021 року відновлено рух прямого електропоїзда Київ — Цвіткове, але вже у грудні курсування скасовано.

## Цікаві факти
Станція Таганча — це єдина станція (і взагалі єдиний роздільний пункт) Одеської залізниці, що розташований на території Київської області.